# Вулиця Ціолковського (Мелітополь)
Вулиця Ціолковського — вулиця в Мелітополі. Починається від вулиці Чайковського як пряме продовження 1-го провулка Сєрова, йде паралельно вулиці Чкалова і закінчується біля північного переїзду виїздом на вулицю Чкалова. Складається з приватного сектора.

## Назва
Вулиця названа на честь Костянтина Едуардовича Ціолковського (1857—1935) — радянського вченого, теоретика ракетобудування та одного з піонерів сучасної космонавтики.

## Історія
Проєкт прорізки та найменування вулиці був затверджений 25 березня 1960.